# Cucujomyces melanopus
Cucujomyces melanopus är en svampart som beskrevs av Speg. 1917. Cucujomyces melanopus ingår i släktet Cucujomyces och familjen Laboulbeniaceae.   Inga underarter finns listade i Catalogue of Life.